# 光のなかに立っていてね
『光のなかに立っていてね』（ひかりのなかにたっていてね）は、銀杏BOYZのアルバム。初恋妄℃学園から2014年1月15日に発売。ライブリミックスアルバム『BEACH』と同時発売された。

## 概要
前作より9年ぶりに発表されたアルバム。
制作は2007年からスタートし、足掛け7年を経て完成した。シングルに収録されていた楽曲は全て新録・アレンジ違いとなっている。
制作中にギター担当のチン中村、ベース担当の安孫子真哉が離脱し、さらには完成後にドラム担当の村井守が脱退を表明したため、オリジナルメンバーで制作した最後のアルバムとなった。
ジャケット写真は川島小鳥、イラストは箕浦建太郎がそれぞれ担当している。
初回盤は3方背スリーブ仕様。また、ステッカーが封入されている。

## 収録曲
1. 17才
2. 金輪際
3. 愛してるってゆってよね
4. I DON'T WANNA DIE FOREVER
「あいどんわなだい」のリアレンジバージョン。シングルではバンド主体のサウンドであったのに対し、こちらは打ち込み主体のサウンドになっている。また、歌詞の一部変更やキーの変更（原曲はB♭、こちらは半音下げたA）もされており、今作に収録されたシングル曲の中でも大幅にアレンジが変わっている。
峯田和伸曰く、ゲームセンターやパチンコ屋で鳴っている音をイメージしたという[1]。
5. 愛の裂けめ
もともとはX JAPANのような、ブラストビートのスピードメタルみたいな曲だったといい、「『紅』を超えよう!」と言いながらレコーディングしていたという[2]。
6. 新訳 銀河鉄道の夜
『銀河鉄道の夜』のリメイクバージョン。
7. 光
シングル版ではアコギ主体のアレンジであったが、アルバム版ではピアノ主体のアレンジになっている。また、歌詞が一部変更されている。
8. ボーイズ・オン・ザ・ラン
9. ぽあだむ
今作のリードナンバー。ほぼ一発録りで完成したといい、制作にも3日ほどしかかからなかったという[3]。
PVにはオフィシャルサイトで募集し、その中から選ばれた1283人分の女性の投げキッス、キス顔の映像が使用されている。編集は村井主導で行われた。
また、長澤まさみが出演している（撮影は峯田）。
10. 僕たちは世界を変えることができない
同名タイトルのDVDのエンドロールBGMとして制作され、峯田和伸とシックスナインズ名義でシングルリリースされた。この時点ではインスト楽曲であったが、今作では歌詞がついたバージョンとなっている。
映画『僕たちは世界を変えることができない。』挿入歌としても使用された。